# Rallus caerulescens
Rallus caerulescens е вид птица от семейство Rallidae.

## Разпространение
Видът е разпространен в Ангола, Ботсвана, Бурунди, Габон, Етиопия, Замбия, Зимбабве, Камерун, Демократична република Конго, Република Конго, Кения, Лесото, Малави, Мозамбик, Намибия, Руанда, Судан, Свазиленд, Танзания, Уганда, Южна Африка и Южен Судан.